# 만간지 (가와니시시)
만간지(満願寺, まんがんじ)는 효고현 가와니시시에 있는 불교 사원이다.

## 역사
사원의 전설에 따르면 나라 시대 쇼무 천황(聖武天皇)의 쇼우도우(勝道, しょうどう) 고승이 창건했다고 한다.